# هاري بوتر وجماعة العنقاء (لعبة فيديو)
هاري بوتر وجماعة العنقاء (بالإنجليزية: Harry Potter and the Order of the Phoenix)‏ لعبة أكشن-مغامرات وتصويب منظور الشخص الثالث ومقتبسة عن رواية بنفس الاسم وهي الجزء الخامس من هذه سلسلة ألعاب هاري بوتر.